# Affaire de la Ligue du LOL
Pour les articles homonymes, voir Lol (homonymie).
 (mars 2020).
 (mai 2020).
La Ligue du LOL est un groupe Facebook privé créé en octobre 2010 par le journaliste Vincent Glad et regroupant des hommes et quelques femmes, blogueurs, journalistes, communicants, publicitaires parisiens, parmi les utilisateurs les plus influents de Twitter en France à l'époque.
L'affaire éclate dans les médias le 8 février 2019, lorsque le service Checknews, vérificateur de faits du journal Libération, publie un article sur la Ligue du LOL, intitulé : « La Ligue du LOL a-t-elle vraiment existé et harcelé des féministes sur les réseaux sociaux ? ». Une dizaine de plaignants sont alors interrogés et dénoncent ces actes de harcèlement moral par certains membres du groupe et leur public sur Twitter. Certains des membres et d'autres personnes extérieures au groupe sont accusés de s'être livrés à du harcèlement, coordonné, parfois à connotation sexiste, antisémite ou homophobe.
Une liste de noms de membres présumés de la ligue du LOL est publiée anonymement. Face à ces accusations, certains membres de la ligue affirment ne pas avoir participé à du cyber-harcèlement et ne pas avoir été au courant de tout ce dont témoignent les plaignants, se désolidarisant du groupe comme entité. D'autres membres reconnaissent des faits de harcèlement, qu'ils attribuent souvent à d'autres qu'eux-mêmes, assurant n'avoir été que des « témoins passifs », ou mentionnent « certains membres toxiques ».
L’affaire de la Ligue du LOL apparaît dans un contexte de révélations d'affaires de harcèlement ou de sexisme au sein des rédactions de Franceinfo, Vice, Télérama, au Monde ou au Huffington Post. Tout ceci déclenche une vague de réactions non seulement sur les réseaux sociaux, mais, aussi dans la sphère politique et à l'étranger, certains commentateurs parlant à cette occasion d'un « #MeToo du journalisme français ».
Plusieurs membres de la ligue du LOL sont mis à pied, suspendus, licenciés, ou voient certains de leurs projets et collaborations brutalement interrompus. Certains d'entre eux saisissent le conseils de prud'hommes pour contester ces licenciements.
A partir de septembre 2019, des contre-enquêtes sont réalisées par certains journaux. Plusieurs médias admettent finalement des erreurs dans le traitement médiatique de l'affaire, reconnaissant un emballement, voire un « raté médiatique ».
Libération est relaxé par les prud'hommes en 2020 de la plainte pour licenciement abusif d'un de ses ex-journalistes, mais est condamné en 2022 pour celui de Vincent Glad, jugé sans cause réelle et sérieuse. Le journal Les Inrockuptibles est quant à lui condamné en 2021 dans un autre cas.
En février 2022, le parquet de Paris classe l'enquête pour harcèlement sans suite pour « infraction insuffisamment caractérisée ».
En juin 2023, Libération conclut un accord avec Alexandre Hervaud pour éviter la procédure en appel initiée par celui-ci. Après l'accord Libération - Vincent Glad de l'été 2024 , qui éteint lui-aussi les procédures, c'est la fin de l'affaire de la "Ligue du LOL", dans laquelle la seule condamnation définitive est donc celle du journal Libération en 2022.

## Historique

### Création

Logotype de Twitter de 2010 à 2012.

La Ligue du LOL est un groupe Facebook privé créé en octobre 2010,,, comportant à ses débuts, selon son fondateur le journaliste Vincent Glad, une quinzaine d'hommes et deux ou trois femmes. La Ligue du LOL rassemble ensuite au fil des années entre 20 et 40 personnes, principalement des utilisateurs de la première heure du site Twitter en France, pour la plupart travaillant dans les secteurs du journalisme, du web, de la communication et de la publicité,,. Selon Libération, le groupe compte encore une trentaine d'adhérents en 2019. D'après les membres du groupe qui s'expriment lorsque le scandale éclate en février 2019, cette page Facebook leur permettait essentiellement d'échanger des découvertes faites sur le web, des messages humoristiques et des conseils. Henry Michel, qui a fait partie du groupe pendant un moment, affirme que cette page permettait surtout de blaguer, comme il n'aurait pas été possible de le faire en public, et qu'il y avait un côté « observatoire des personnages de Twitter » où l'on se moquait de certaines personnes. Henry Michel estime que par la suite, cette « observation du petit monde de Twitter s’est cristallisée sur des personnes », avec des « obsessions de certains membres du groupe ».

Logotype de Facebook de 2005 à 2015.

Parisiens, les membres se retrouvaient régulièrement dans des soirées, notamment au bar L'Autobus (dans le 11e arrondissement de Paris) où de nombreuses personnalités très actives sur Twitter se regroupaient à cette époque.

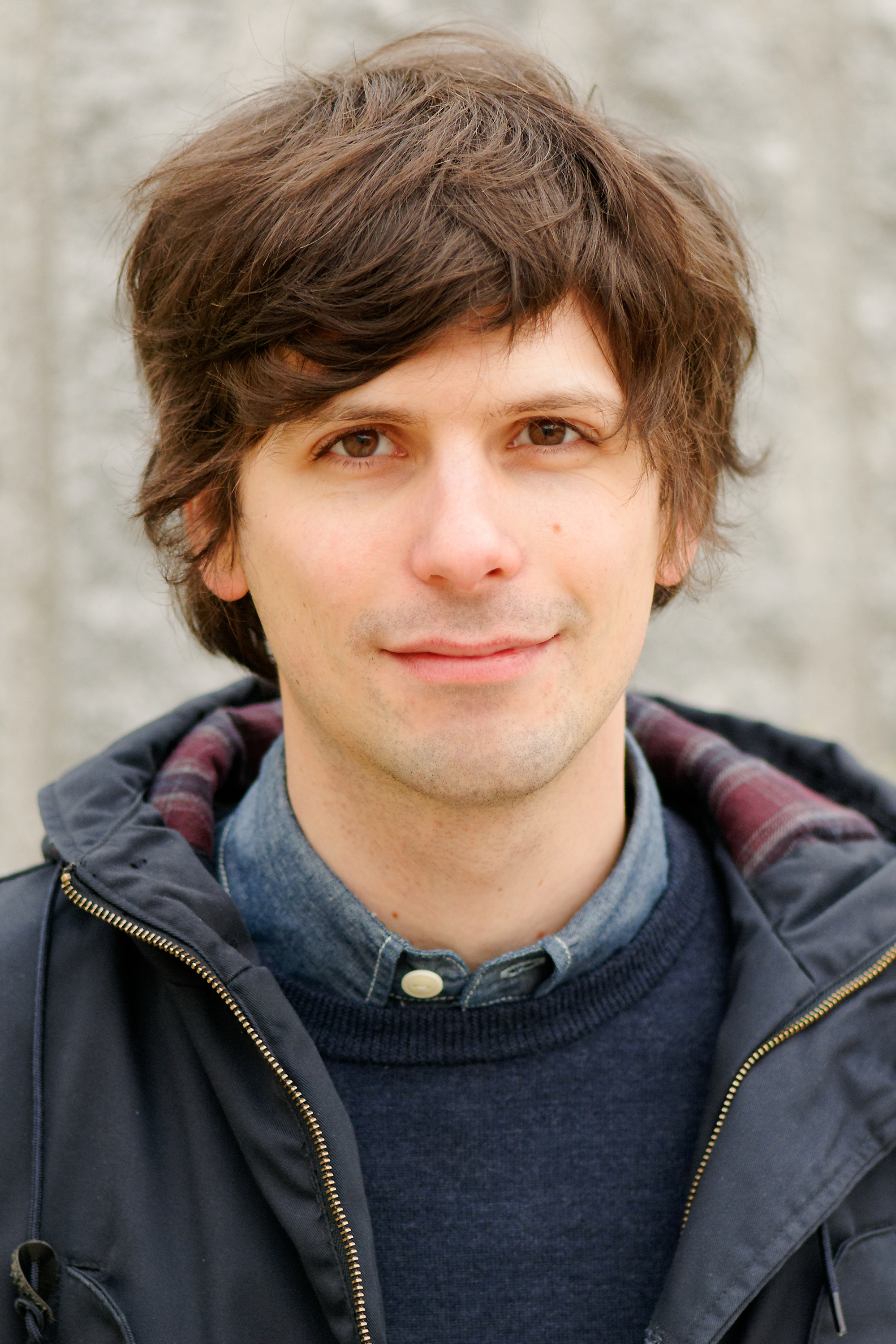
Vincent Glad

En 2010, dans un article de Slate, Vincent Glad propose une théorisation de ce qu'il considère être le LOL qui, selon lui, se différencie du journalisme citoyen, que les médias mainstream ont institutionnalisé en hébergeant des blogs sur leurs plateformes web maison. Selon lui, le LOL, qui se caractérise par l'ironie, est « l'inépuisable capacité créatrice du web à tout ridiculiser pour replacer les institutions (politiques, stars, médias...) à leur juste place : à l'horizontale sur le plan de l'Internet égalisateur ». Il voit dans le LOL un véritable contre-pouvoir. Il décrit les techniques utilisées, les photomontages, la création de mèmes et appelle à laisser s'exprimer cette nouvelle tendance dans les médias mainstream.
Selon Marianne, à la fin des années 2000, il est difficile pour les jeunes journalistes de percer et d'obtenir des postes dans les grands médias. Les membres de la ligue sont des précaires pour qui Twitter, qui a été lancé en 2006 et en est encore à ses débuts, représente un « Far West » qui va leur permettre d'acquérir une notoriété et se faire repérer par les quelques rédacteurs en chef qui sont membres eux aussi du réseau social. Selon TéléObs, un mode de communication prisé sur Twitter est alors « le clash, l’invective, la polémique », et les tweets de Vincent Glad, « plutôt drôles et mordants […] font école » ; Vincent Glad théorise une méthode pour se faire remarquer sur Twitter, conseillant de « s’embrouiller avec toute la communauté […] pour faire parler de soi ». Fabrice Epelboin, enseignant à Sciences-Po et spécialiste du numérique, confirme : « plus tu clashes, plus ton nombre de followers augmente. Plus ton nombre de followers augmente, plus ton influence grandit ». D'après Marianne, chaque jour, les futurs membres de la Ligue du LOL « enchaînent les bons mots, les esclandres et les moqueries plus ou moins fines ». Des amitiés se nouent alors entre ces « précaires des médias, mais aussi des blogueurs et des communicants », ce qui conduit à la naissance de la Ligue du LOL. Sur le groupe Facebook privé administré par Vincent Glad, les membres s'échangent « des bons plans, des rendez-vous d'apéro, de soirées », mais aussi des comptes Twitter « à ridiculiser ». Les rédacteurs en chef qui repèrent certains membres de la Ligue du LOL et vont leur proposer des postes ne sont pas gênés par leur mode de communication agressif ; le journaliste indépendant Alexandre Léchenet qui n'était pas membre du groupe, témoigne : « se moquer, c'était valorisé. S'attaquer à des gens, c'était valorisé. […] Le climat était globalement toxique ».

### Accusations de harcèlement
Selon TéléObs, « par mutations successives, la vanne devient moquerie. La moquerie, tacle. Et le tacle, harcèlement ». Au début, les membres de la ligue « se posent en arbitres de ce qui est cool et de ce qui ne l’est pas ». Puis, peu à peu, ils se transforment en « commissaires politiques ». Selon Marianne, les membres de la ligue prennent conscience que lorsqu'ils se mettent à une dizaine pour se moquer d'un même internaute, leur « force de frappe » est « colossale ». Les cibles, souvent récurrentes, se retrouvent sous leur feu mais aussi celui de certains de leurs followers, des trolls qui, dans leur sillage, attaquent avec des flopées de tweets : ce sont les « raids ». Les plaignants, lorsqu'ils surréagissent, font de la publicité à leurs « bourreaux ». D'après TéléObs, les cibles sont des féministes, des personnes fragiles, des personnes qui cherchent à leur plaire, ou qui les agacent, des homosexuels « exubérants », etc, et d'une manière plus générale, toute personne qui ne soit pas comme eux « jeune, blanc, homme, hétérosexuel, de gauche. Et, surtout, tellement cool ».
Une partie des membres de la Ligue du LOL est accusée de s'en être pris pendant plusieurs années, seuls ou en groupe, anonymement ou via leur compte public, à des dizaines d'utilisateurs de Twitter. Parmi les personnes qui se disent victimes, on retrouve des femmes comme Florence Porcel,, (autrice, animatrice et anciennement vidéaste), Florence Desruol (militante UMP), Capucine Piot (blogueuse), Daria Marx (militante féministe et anti-grossophobie), Nora Bouazzouni (journaliste, autrice et militante féministe), Mélanie Wanga (journaliste, militante afroféministe), Lucile Bellan (journaliste), Aïcha Kottman (critique, militante féministe et anti-grossophobie), ainsi que des hommes comme Cyprien (vidéaste), Matthias Jambon-Puillet (auteur, victime de harcèlement homophobe), Thomas Messias (journaliste), ou Benjamin Lancar (président des Jeunes Populaires, victime de harcèlement homophobe).
Leurs témoignages montrent des souffrances psychologiques, comme celui d'Iris Gaudin qui, après avoir été invitée à rejoindre Twitter par Vincent Glad, subit une avalanche de tweets « immondes » à caractère sexuel, notamment par des comptes collectifs et anonymes, dont par exemple @foutlamerde, administré en partie par Vincent Glad. Alexandre Hervaud, membre de la Ligue et ami de Vincent Glad, tweete un message où il « invite à payer une bonne bière » à Iris Gaudin, avec un lien vers une photo d’un verre de bière enfoncé dans un vagin,. Daria Marx, autre cible, affirme que chaque fois qu'elle tweetait, elle craignait « d’être débusquée et descendue ». Le blogueur Matthias Jambon-Puillet a reçu des insultes sur lui et son travail, et un photomontage pornographique a été envoyé en son nom à des mineurs. Il raconte des souffrances psychologiques désastreuses : « J’ai pleuré, j’ai tremblé, j’ai vomi, j’ai demandé de l’aide ». Pour cela, il s'est adressé à certains membres de la ligue, Sylvain Paley, Henry Michel ou encore Clément Poursain, qui lui auraient tous dit : « Désolé de ce qui t’arrive, on sait, mais on n’y peut rien, ignore jusqu’à ce que ça passe ».
D'autres plaignants racontent comment ils ont perdu confiance en eux-mêmes. Par exemple, Capucine Piot déclare : « À force de lire des saletés sur moi partout sur les réseaux, j’ai été convaincue que je ne valais rien », Aïcha Kottmann : « Avant la Ligue du LOL, je pensais que j'écrivais bien. Après, j'ai commencé à me restreindre dans le choix des sujets, à écrire sans jamais rien publier... », et Christophe Ramel a arrêté son blog : « Plus mon blog fonctionnait, plus ils me ciblaient. Et je ne suis pas le seul à avoir remarqué cette corrélation ». Outre les atteintes psychologiques, Iris Gaudin affirme que le dénigrement a eu un impact sur sa carrière : « Les piges se sont raréfiées, je me suis sentie grillée dans la profession ».
Une dimension antisémite est également mise en évidence, portée par certains des membres du groupe,. Ceux-ci trouvent drôle d'être le plus transgressif possible, utilisant par exemple des images de croix gammées. Un membre de la ligue déclare : « Si ça s’offusque, c’est bien la preuve qu’il fallait le faire ».

### Des signalements et une main courante
Les premières alertes concernant la Ligue du LOL furent lancées par Florence Desruol à Slate et à Gilles Klein (Arrêt sur images) au début de l'année 2010, après qu'elle eut reçu un message insultant de la part d'Alexandre Hervaud. Gilles Klein était alors intervenu auprès de Laurent Joffrin, de Libération, employeur d'Alexandre Hervaud[réf. nécessaire]. Ce dernier avait alors ironisé publiquement sur l'affaire en février 2010. Peu après, Florence Desruol appelle également Johan Hufnagel, alors rédacteur en chef de Slate, supérieur de Vincent Glad,, mais il ne donne alors aucune suite.
Le 16 mars 2010, Vincent Glad dépose à la police une main courante dans laquelle il accuse Florence Desruol de « harcèlement ». Il y affirme qu’elle l’a inondé de messages privés sur Twitter à partir de décembre 2009, qu’il l’a bloquée pour que cela cesse et qu’elle a appelé ses parents et son petit frère pour tenter de lui parler. Dix ans plus tard, Vincent Glad campe sur la même ligne, ajoutant notamment qu’elle l’aurait « appelé plus de cent fois sur [son] portable » et aurait fait « circuler dans des messages privés des informations qu’elle a recueillies sur [sa] vie privée »,.
Florence Desruol se livre à une nouvelle tentative de dénonciation des activités du groupe en août 2010 par le biais d'une lettre qui, à l'origine, devait être adressée aux divers directeurs de rédaction. Un brouillon de cette lettre fait l'objet d'une fuite et se retrouve connue des membres du groupe, lesquels la publient sur Twitter afin de la tourner en dérision, en minimisant son importance, et, selon les dires de certains témoins, en harcelant ceux qui essaient de défendre les victimes,. Dans cette lettre, David Doucet, futur membre du groupe, figure parmi les « principales victimes ». La lettre fait l'objet de discussions pendant plusieurs jours sur Twitter ainsi que d'un hashtag : #Lalettre. Mais à l'époque, probablement du fait de la faible utilisation du réseau Twitter, d'une « culture du clash » qui rendaient les utilisateurs de cette époque peu réceptifs à la notion de harcèlement et de la notoriété encore marginale de la plupart des journalistes impliqués, la lettre n'a qu'un impact modéré, ou provoque l'indifférence comme en témoigne entre autres un tweet d'Aurore Bergé de 2010 à propos de cette lettre où elle disait « s'en foutre » ; la députée condamne cependant en 2019 les agissements révélés, et assure par ailleurs n'avoir aucun souvenir de cette lettre 9 ans plus tard. Vincent Glad répond alors au journaliste Christophe Colinet, l'un des auteurs de la lettre : « C'est un jeu, c'est du LOL, t'exagères ». La lettre se retourne alors contre les accusateurs.
En 2016, Lucile Bellan alerte Charlotte Pudlowski, alors rédactrice en chef de Slate. Une enquête débute mais est mise en pause, faute de moyens. Contacter un membre du groupe expose au fait qu'ils soient tous mis au courant, et les plaignants ont peur des représailles.
En 2017, le journaliste Boris Bastide pose une question au sujet de l'existence de la Ligue du LOL dès la création du service de vérification de faits de Libération, Checknews. La fermeture de BuzzFeed France précipite la fin de l'enquête.
En mai 2018, le journaliste Alexandre Léchenet, qui intervient à l'école de journalisme de Sciences Po Paris, publie un billet de blog relatant sa prise de conscience par rapport à ses propres pratiques,. Libération présente Alexandre Léchenet comme n'ayant pas fait partie de la Ligue du LOL, mais ce dernier s'est excusé auprès du journal Têtu d'avoir tenu des propos homophobes envers Benjamin Lancar. La même année, dans le sillage de #MeToo, la journaliste Marie Kirschen se lance dans une enquête pour BuzzFeed ; elle abandonne faute de preuves.
Au sujet de la faible réaction initiale et de la difficulté de faire sortir l'affaire au grand jour, la rédaction de Slate évoque l'idée qu'il était difficile pour les victimes de contacter un membre de la Ligue du LOL sans risquer d'en devenir une victime ou d'alerter ipso facto les autres membres qui auraient ainsi fait disparaître les preuves et contenus gênants. Le mode de fonctionnement des rédactions de la presse numérique est aussi avancé : contraintes par le temps et par la nécessité de produire des contenus courts en quantité chaque jour, la plupart des journalistes qui auraient pu s'intéresser au sujet en amont ne pouvaient pas consacrer le temps nécessaire à la révélation d'une telle entreprise collective. Aussi, le phénomène de passivité peut-il s'expliquer par la volonté de préserver sa propre situation et de ne pas nuire à sa propre carrière face à un groupe dominant, puisque « fréquenter les caïds des réseaux sociaux et s’attirer leurs bonnes grâces était synonyme, au moins pendant un temps, d’un potentiel "bénéfice" pour la carrière. Les dénoncer était au contraire risqué ». La peur de déclencher un harcèlement, d'en réveiller un ancien, l'isolement des plaignants, ou la honte d'avoir été rabaissé, ont aussi été cités comme facteurs d'étouffement du phénomène.
Un autre problème pour les plaignants, selon Le Monde, est que le harcèlement n'est pas toujours facilement identifiable lorsqu'il ne consiste pas en injures ou menaces frontales : il peut s'agir de « piques insistantes, messages ironiques envoyés à intervalles réguliers, signes a priori anodins… dont la conjonction crée une grammaire propre aux harceleurs et à leurs victimes, que ces derniers sont parfois les seuls à comprendre ».
De plus, Télérama explique qu'à ses débuts Twitter fonctionnait différemment ; notamment, il ne comportait pas de fils de conversation, ses outils de recherche étaient moins performants et cela pouvait donc créer des « angles morts ». Et selon le journaliste Erwan Cario, la prise de conscience de l'existence du harcèlement sur le réseau social s’est faite « vers 2012 ou 2013, quand des personnes publient leurs mentions pour la première fois. On voit alors qu’il y a du harcèlement de masse, alors qu’avant seule la victime voyait tout, sauf si on suivait tous les harceleurs ».
L'éclatement de l'affaire semble avoir par ailleurs, pour raison partielle, le fait que certaines des anciennes personnes ciblées par le groupe avaient depuis atteint une position professionnelle suffisamment stable et protégée pour pouvoir oser parler publiquement. La journaliste Léa Lejeune raconte qu'à l'époque des harcèlements, les journalistes précaires qui en étaient victimes craignaient de perdre des opportunités d'emploi, car les harceleurs avaient des postes importants dans la presse ou étaient amis avec des gens du métier influents.
En outre, le changement de contexte et l'inversion partielle du rapport de force à la suite des mouvements tels #MeToo ont libéré la parole des plaignants.

### Antécédents de certains membres
Plusieurs membres de la Ligue du LOL se sont par ailleurs faits connaître pour des positions et tweets outranciers par le passé.
En 2011, à la suite d'un documentaire traitant des méthodes de recrutement, Baptiste Fluzin crée un site internet dans lequel il publie les coordonnées personnelles des personnes mises en cause dans le film, incitant les internautes à exprimer « la gêne, la colère ou le dégoût », en leur téléphonant ou en leur envoyant des prospectus. La société GAN le met en demeure et obtient la fermeture du site en question. En 2012, le même Baptiste Fluzin est successivement l'objet de deux plaintes. La première de Nathalie Kosciusko-Morizet, qu'il avait traitée de « grosse salope » sur Twitter et la seconde de Jean-François Copé, traité quant à lui de « fils de pute ». Nathalie Kosciusko-Morizet abandonne finalement sa plainte, mais le parquet condamne cependant l'auteur des faits à 150 € d'amende et 1 € de dommages et intérêts. En 2013, il est condamné pour diffamation, puis jugé une seconde fois en 2014 pour d'autres faits de diffamation.

## Révélation de l'affaire

### Un article déclencheur
Vincent Glad répond à une interview dans Le vent se lève le 3 février 2019 concernant le traitement médiatique selon lui condescendant réservé aux Gilets jaunes. Le 5 février 2019, Thomas Messias, journaliste indépendant écrivant notamment dans Slate, parle sur Twitter d'un « journaliste modèle qui joue les exemples après s'être bien amusé au sein de meutes de harceleurs de féministes ». Il vise Vincent Glad, qui est salué depuis quelques semaines pour son analyse du traitement médiatique des Gilets jaunes. Alexandre Hervaud lui répond publiquement. Il affirme que Thomas Messias ne « digère » pas que Vincent Glad puisse avoir « vraiment changé ». Cette réponse entraîne une réaction de la journaliste Iris KV, qui cite alors le nom du groupe la Ligue du LOL : « Changer c’est bien. S’excuser auprès des personnes que vous avez harcelées, ce serait mieux. Mon fil s’adresse à tous les membres de la Ligue du Lol de l’époque, qui s’en prenaient aux féministes, aux neuroatypiques, etc. Vous avez peut-être oublié, mais les personnes à qui vous avez fait du mal ont une meilleure mémoire ». Plusieurs plaignants se saisissent de l'occasion et commencent à témoigner. Un certain « Jean », qui se révèle par la suite être Boris Bastide, journaliste à Slate entre 2015 et 2017, contacte CheckNews.
Robin Andraca de Libération en parle à Alexandre Hervaud puis à Vincent Glad, issus de la même rédaction et contacte des plaignants. Robin Andraca déclare avoir « progressivement découvert toute la difficulté du sujet vu que certains comptes avaient été « nettoyés » et des tweets supprimés ».
Le 8 février 2019, CheckNews répond à la question par un article sur la Ligue du LOL signé par Robin Andraca.

### Afflux de témoignages et diffusion de la liste des membres
L'article de CheckNews contient des témoignages de plaignants, et à la suite de la parution de cet article, de nombreux autres témoignages affluent. Selon les témoignages des plaignants rapportés par CheckNews dans l'article du 8 février 2019, les membres du groupe avaient des comptes influents, et l'impact de leurs messages prenait donc des proportions importantes. Très rapidement, une liste de coupables présumés est dressée sur le site Pastebin (une application qui permet à plusieurs utilisateurs d’écrire sur un document commun) et diffusée par le compte Twitter @Lereilly qui effacera son tweet par la suite. Largement partagée sur Twitter et Facebook, la liste est aussi diffusée dans des articles de médias comme Mediapart, France Info,.
Certains plaignants travaillant dans le milieu du journalisme n'osaient pas se défendre par crainte de répercussions sur leur carrière,,,,. Les modalités d'action de certains membres du groupe comprenaient des canulars téléphoniques enregistrés et diffusés publiquement, des faux mails, des montages photographiques et vidéo, des insultes, des comptes Twitter anonymes visant à diffuser certains de ces montages, comme le compte nommé « @foutlamerde » cogéré par Vincent Glad, un archivage des photographies individuelles intimes et leur réutilisation associée de moqueries, voire des visites physiques sur le lieu de travail des plaignants. Louise, une plaignante, accuse un membre de la ligue de lui avoir « saisi les seins » lors d'une soirée. D'autres comptes anonymes collectifs comme « Languedeuxpute » ou « jesuisunesalope » ont été utilisés. Les montages photographiques peuvent parfois devenir de véritables gimmicks de bureau, à l'exemple de Benjamin Lancar, moqué pour son homosexualité supposée via - entre autres - une tapette à mouche recouverte d'une photographie du jeune homme politique. Il est à l'époque à la tête des Jeunes Populaires et est désigné par des membres de la Ligue comme la « tapette Lancar », ainsi que le révèle Tétu, puis cette tapette apparaît sur plusieurs photographies de membres de la Ligue du LOL prises au bureau. Des propos antisémites et montages photographiques tournant en dérision le port de l'étoile jaune sont cités par Mediapart dans les modalités d'action supposées d'une partie du groupe, comme Guillaume Livolsi, Renaud Loubert, Stephen des Aulnois, notamment à l'encontre de plusieurs blogueurs et journalistes de confession juive.

### L'affaire éclate
Plusieurs membres du groupe publient des mots d'excuses à la suite de ces révélations. Parmi eux, figurent notamment David Doucet (rédacteur en chef aux Inrockuptibles), Henry Michel (podcasteur,), Alexandre Hervaud (chef du service web à Libération), ou encore Stephen des Aulnois (rédacteur en chef du Tag Parfait). L'affaire franchit rapidement les limites des réseaux sociaux et est fortement relayée par la presse généraliste et traverse les frontières de l'hexagone,,,. La dizaine de membres du groupe sollicités par l'AFP estiment tous ne pas avoir su se défendre face aux accusations, regrettant que leurs excuses aient pu être interprétées comme des aveux.
Libération fait sa une sur les révélations le 12 février 2019, titrant que cette affaire « pourrait être le déclencheur d’une remise en question profonde et collective sur le sexisme et l’entre-soi qui gangrènent le milieu ». L'affaire est reprise par la presse à l'étranger, notamment par le New York Times, CNN[réf. nécessaire], The Guardian, BuzzFeed, le Daily Mail qui parle d'un « #MeToo des médias », et le site féministe américain Jezebel qui décrit le groupe comme « fait pour les sales types ».
Selon L'Express, « les membres du groupe se défendent ». Vincent Glad et Alexandre Hervaud affirment que la Ligue du LOL n'avait pas d'« obsession anti-féministe », ils se moquaient « de tout, et de tout le monde »,. Ils expliquent également que c'était une époque où il était de « bon ton de faire de l'humour noir ». Alexandre Hervaud affirme qu'il n'y a pas eu de « plan com' coordonné » ou « d'échange d'éléments de langage » entre eux. Un an plus tard, une dizaine de membres du groupe contactés par l'AFP réfutent le fait de s'en être pris en particulier, et de façon coordonnée, aux féministes et aux femmes.
Dans une interview à Mediapart, Vincent Glad estime n'avoir harcelé personne et ne pas être responsable des « membres les plus radicaux »,. Alexandre Hervaud affirme en privé à son supérieur hiérarchique Laurent Joffrin ne pas être l'auteur des « harcèlements qui ont choqué tout le monde ».
Dans l'émission du podcast de Nouvelles écoutes, Quoi de meuf ?, Clémentine Gallot interviewe trois plaignants qui expliquent ce que des membres de la Ligue du LOL leur ont fait subir.

## Conséquences

### Réactions des réseaux sociaux
Facebook France, par la voix de son responsable affaires publiques Anton Battesti, annonce le 14 février 2019 « des technologies qui permettent une détection automatique ou semi-automatique des propos haineux », indique concernant l'anonymat que « quand vous vous inscrivez sur Facebook, vous devez le faire sous votre propre identité », et que « nous donnons les données des utilisateurs, quand cela est nécessaire, pour résoudre des enquêtes criminelles ».
De son côté, Twitter France, contacté par Le Monde pour obtenir des précisions sur l’affaire, répond que : « La sérénité de la conversation sur Twitter est [notre] priorité (…) Nous avons renforcé nos politiques de sécurité et leur mise en application et avons investi davantage dans la technologie. À la suite de ces efforts, nos actions proactives sur les comptes ont augmenté de 214 % et nous avons constaté une baisse du nombre de signalements ». Pour Le Monde, l'optimisme de Twitter tranche avec divers constats, la plateforme « restant un lieu réputé pour la violence pouvant y opérer, avec des utilisateurs malveillants capables de bombarder d’autres internautes de messages problématiques et haineux, parfois de manière coordonnée ».

### Mises à pied, suspensions provisoires et cessations de collaboration
Le 11 février, Alexandre Hervaud et Vincent Glad sont mis à pied à titre conservatoire, dans le cadre d'une enquête interne à Libération à la suite des débuts de l'affaire. Ils sont licenciés le 4 mars 2019, au motif que « les faits rendus publics » lors de l'éclatement de l'affaire témoignent de « dommages graves à plusieurs personnes » et « se situent à l’exact opposé des valeurs que le journal défend depuis sa fondation », induisant « un trouble grave et caractérisé pour Libération ». Il en va de même aux Inrockuptibles où David Doucet (rédacteur en chef web), et son adjoint François-Luc D. sont mis à pied le 12 février et seront finalement licenciés fin février notamment au motif qu'ils ont nui à l'image du magazine,,,. Par la suite, des enquêtes révèlent un « fonctionnement toxique » dans la rédaction des Inrockuptibles où ces deux mises à pied ont eu lieu,. Nommée en 2017, la directrice générale des Inrocks, Élisabeth Laborde, affirme cependant « ne pas avoir été sollicitée à propos de problèmes » avant que l'affaire n'éclate.
Brain Magazine annonce également cesser sa collaboration avec Vincent Glad et le site de podcasts Nouvelles écoutes la sienne avec Guilhem Malissen, qui animait Bouffons dont la production a par ailleurs été momentanément suspendue. Publicis Consultants, employeur de Renaud Loubert-Aledo en tant que strategist depuis 2011, annonce le même jour que ce dernier a été mis à pied à titre conservatoire. Stephen des Aulnois annonce son retrait du Tag Parfait qu'il décide de mettre en pause. Le même jour, Guillaume Ledit est mis à pied par son employeur Usbek & Rica qui annonce également arrêter « toute collaboration » avec Renaud Loubert-Aledo. Le 12 février, Sylvain Paley, décrit comme membre fondateur, propose de quitter la société Qualiter, qui elle-même désire qu'il parte. Qualiter annonce arrêter l'émission Studio 404 à laquelle il participait,. Deux salariés de la mairie de Paris, Gautier Gevrey et Julien Verkest, soupçonnés d'avoir proféré des propos antisémites et d'appartenir à la Ligue du LOL sont convoqués par leur direction. Le service communication de la mairie indique qu'« à ce stade » ils n'ont pas eu connaissance de faits de harcèlement, bien que le pseudo de « @woumpah » (pseudonyme du directeur artistique Gautier Gevrey) ait été relevé dans plusieurs tweets ; cependant, la rédaction de Médiapart révèle par la suite qu'ils auraient mis en œuvre plusieurs montages et campagnes d'insultes invitant la plaignante, qualifiée de « pute de merde de dégénérée », à se mutiler le sexe « avec une scie sauteuse », le message se concluant par « Je t’encule avec une tribu ethnique eurabienne ». Les deux employés de la mairie de Paris se livraient régulièrement à des propos antisémites avec un autre membre de la ligue, Renaud Loubert-Aledo. Le 19 février 2019, Julien Verkest et Gautier Gevrey, sont suspendus à titre conservatoire le temps que la mairie de Paris décide de saisir le conseil de discipline pour recueillir son avis et décider de la sanction qu'elle souhaite leur appliquer,,. Le journaliste Alexandre Léchenet est exclu de l'équipe d'enseignement de l'école de journalisme de Sciences Po Paris, même s'il ne faisait pas partie de la ligue, pour avoir avoué en 2018 s'être livré à la même époque à des actes de harcèlement du même type. Le podcast Riviera Détente d'Henry Michel est stoppé.
Inversement, Christophe Carron, rédacteur en chef chez Slate, est maintenu à son poste, sa proposition de démission ayant été refusée. Le directeur général du site, Marc Sillam, affirme ne rien avoir vu au sujet de Christophe Carron dans les nombreux témoignages des plaignants qui puisse justifier une action et rajoute que Christophe Carron n'a harcelé ou insulté personne. Par ailleurs, avant le début de l'affaire en février 2019, Christophe Carron a discuté à plusieurs reprises avec une journaliste de Slate, plaignante de la ligue du LOL, et ils ont pu échanger leurs points de vue. Télérama annonce que sa direction a convoqué Olivier Tesquet, que ce dernier a déclaré ne pas avoir pratiqué de harcèlements, et que la direction est convaincue après cet entretien que la participation d'Olivier Tesquet à la Ligue du LOL a été « passive ». Une dizaine de membres du groupe Facebook ont eux été licenciés ou ont renoncé à certaines activités sous la pression. Plusieurs ont souffert de dépression. Selon Numerama, « des femmes et des hommes membres de la Ligue du Lol ont été harcelés, ont reçu de nombreuses menaces, parfois de mort ».

### Suites judiciaires

#### Contexte légal
Le 11 février 2019, un collectif d'une quinzaine d'avocats annonce étudier la possibilité de poursuites judiciaires à l'encontre des membres de la ligue. Juridiquement, le harcèlement moral est défini à l'article 222-33-2-2 du Code pénal. Ce texte prévoit que le harcèlement en ligne est puni de deux ans d'emprisonnement et de 30 000 euros d'amende, peine portée à trois ans de prison et 45 000 euros d'amende si la victime est mineure ou vulnérable, ou si les faits ont causé une incapacité totale de travail supérieure à huit jours. Mais deux obstacles sont à surmonter. D'une part, il n'est pas facile de rassembler des preuves, surtout si les tweets ou photomontages ont été supprimés par leurs auteurs. Et les plaignants n'ont pas forcément gardé des traces du harcèlement. Par exemple, l'un déclare avoir fait du ménage dans ses dossiers, pour « aller de l'avant ». D'autre part, la ligue semble avoir œuvré plutôt entre 2009 et 2013 et le délai de prescription complique la tâche. Le délit de cyberharcèlement date de 2014, doublant la peine encourue par rapport à un « simple » harcèlement, et le délai de prescription, d'abord de trois ans dans la loi de 2014, est porté à six ans en 2017. A priori, les faits déjà prescrits au moment du vote de cette loi en 2017, c’est-à-dire ceux avant 2014, ne peuvent être poursuivis. Mais c'est le dernier acte de cyberharcèlement qui compte pour le démarrage du délai de prescription, et il est donc possible en 2019 de poursuivre pénalement pour des faits anciens si par exemple le cyberharcèlement a continué après 2017, ou bien si un vieux tweet de harcèlement a été retweeté récemment, la Cour de cassation considérant qu'il s'agit d'une republication faisant recommencer le délai de prescription à zéro,,,,.

#### Premières procédures
Le 20 mai 2019, alors qu'aucune plainte n'a encore été déposée contre la Ligue du LOL, l'association féministe Prenons la une adresse un signalement au procureur de Paris pour qu'il ouvre une enquête. L'association souhaite que « la suppression de nombreux messages sur les réseaux sociaux, à la suite de la révélation de l’affaire, soit étudiée, afin de savoir si cela constitue une nouvelle infraction d’entrave à la saisine de la justice ». Selon l'association, une enquête permettrait de « récupérer un certain nombre d'éléments qui ont été effacés ». L'association SOS racisme avait déjà adressé au parquet un signalement similaire en février 2019. « Prenons la une » appelle la garde des Sceaux, Nicole Belloubet, et la secrétaire d'État chargée de l'Égalité entre les femmes et les hommes, Marlène Schiappa, à demander également l'ouverture d'une enquête,.
L'avocat Philippe-Henry Honegger considère que « l'infraction de harcèlement (ou de cyberharcèlement) n'existait pas dans le Code pénal, et il y avait même plutôt à l'époque une sorte de tolérance sur ces sujets. Au moment où les faits dénoncés ont été commis, ils n'étaient pas punissables ». Selon lui, « Le totalitarisme moral d'aujourd'hui joue en quelque sorte de manière rétroactive pour venir condamner moralement une époque révolue, mais surtout obtenir des sanctions qui n'auraient pu l'être dans une enceinte judiciaire! Résultat : la carrière, voire la vie privée, de nombreuses personnes ont été détruites ». En février 2020, Éric Morain, avocat d'Iris Gaudin, réaffirme que le « harcèlement en meute » (puni par la loi depuis 2018) est caractérisé, car « ils se connaissent, les cibles sont les mêmes ».

#### Contestations de sanctions et suites judiciaires
Certains membres de la ligue ont décidé par la suite de contre-attaquer et de contester les décisions prises par leurs employeurs respectifs, notamment en pointant le « traitement médiatique » de cette affaire. Et au moins trois des journalistes du groupe, Vincent Glad (son fondateur) et Alexandre Hervaud de Libération, et un ex-rédacteur en chef des Inrocks, contestent leur licenciement devant le conseil de prud'hommes de Paris. Selon l'avocate de Vincent Glad, Clémentine Normand, « l'atteinte à l'image de l'entreprise ne peut pas justifier un licenciement », notamment si les faits sont antérieurs à l'embauche. Alexandre Hervaud, ex-chef du service web du quotidien, veut « montrer que la raison invoquée par Libération », soit un « trouble caractérisé au sein de l'entreprise », ne « tient pas ». L'avocat de Libération déclare quant à lui : « On ne juge pas ici le cyber harcèlement mais c'est un chef du service web, connu, et sa participation à La Ligue du LOL a des conséquences manifestes sur l'entreprise ». En octobre 2020, Alexandre Hervaud est débouté par le conseil des prud'hommes ; il fait appel de la décision. Le 29 juin 2023, les deux parties signent une transaction mettant fin à la procédure.
En décembre 2019, Léa Lejeune annonce sur Twitter déposer plainte contre Alexandre Hervaud à la suite d'un courrier de ce dernier comportant des « accusations fausses ». En février 2021, la 17e chambre du tribunal judiciaire de Paris annule l’intégralité de l’assignation de Léa Lejeune et la condamne à verser une indemnisation à Alexandre Hervaud selon Marianne.
En septembre 2021, le magazine Les Inrockuptibles est condamné par les prud’hommes pour avoir licencié « sans cause réelle et sérieuse » David Doucet,.
En juillet 2022, Libération est condamné aux prud'hommes pour le « licenciement sans cause réelle et sérieuse et vexatoire » de Vincent Glad. Le quotidien devra lui verser la somme de 50 000 euros.

#### Classement
En février 2023, le parquet de Paris classe l'enquête pour harcèlement sans suite pour « infraction insuffisamment caractérisée ». Le Monde parle à cette occasion d'« étiolement du scandale ».

### Contre-enquêtes
Sept mois après la divulgation de l'affaire et le licenciement de plusieurs journalistes, Le Point publie une contre-enquête. Concernant les membres de la ligue, le journal affirme que « l'image d'une bande parfaitement soudée est trompeuse ». Le journal s'appuie notamment sur le témoignage d'un membre, qui, après l'éclatement médiatique de l'affaire, « s'est trouvé broyé sans que quoi que ce soit, de l'avis unanime, puisse lui être reproché ». L'hebdomadaire avance qu' « à l'évidence, il eût été préférable que la justice passe. Que les faits imputés à chacun soient précisément établis. Qu'une distinction soit faite entre les meneurs, les suiveurs, les témoins passifs, les innocents. Que soient versées aux débats les circonstances atténuantes – ou aggravantes ».
Le 1er octobre 2019, le magazine Causeur fait paraître à son tour, une contre-enquête signée par sa directrice Elisabeth Levy. Pour elle, les « journalistes membres de la Ligue du LOL ont plus péché par mauvais goût que par sexisme et le tribunal numérique les a condamnés à la mort »,. À l'appui de ses dires, l'article cite l'historien Nicolas Lebourg qui considère que « La Ligue du LOL est une rumeur d’Orléans. Rien ne tient, hormis le signe d’avoir envie de carboniser des journalistes plutôt connotés à gauche, c’est cela le fait sociologique, non l’histoire de bric et de broc qui a été vendue ».
Dans un article consacré aux lynchages en ligne, Marianne est revenu sur l'affaire de la Ligue du LOL dans laquelle beaucoup d'approximations auraient été commises. « Par exemple, pour illustrer le sujet sur la LDL, Arrêt sur images a posté des tweets orduriers d’un certain @Languedepute, raconte ainsi l'hebdomadaire. Le problème est qu'il ne fait pas partie de la LDL. Quant au mythe du boys’ club, il ressemble tellement à la société telle que certains militants veulent la combattre, qu’il n’a jamais été remis en question. Les social justice warriors ont foncé tête baissée. Et les médias, trop contents de s’offrir un feminism washing, ont activé le mode scandale ».
Dans une contre-enquête, le site Arrêt sur images revient sur la vague de licenciements dans les médias à la suite de l'explosion de l'affaire et se penche notamment sur le cas de Guillaume Ledit. Cet ancien membre de la Ligue du LOL a été licencié en mars 2019 du magazine Usbek et Rica à la suite de l'apparition de son nom sur une liste de membres de la Ligue publiée sur Twitter. Pourtant, aucun témoignage ne l'accusait, aucun tweet compromettant n'avait refait surface. Le rédacteur en chef d’Usbek et Rica, Blaise Mao a reconnu qu’il « n’aurait pas dû être licencié ». Selon les informations d'Arrêt sur images, paradoxalement, alors que Guillaume Ledit n'était cité dans aucun article de presse, c'est le communiqué d'Usbek et Rica annonçant sa mise à pied qui va le « mettre en lumière » et « l'associer à la Ligue du LOL et aux pratiques de cyber-harcèlement dans les médias ».
NextInpact revient également sur cette affaire avec une longue enquête menée par Jean-Marc Manach. Selon lui, « dans le microcosme journalistique, c'est un secret de polichinelle » que le traitement médiatique de cette affaire pose « de nombreuses questions ». Il relève notamment que Léa Lejeune, présidente d'une association de femmes journalistes et qui s'est déclarée victime de la Ligue, déplore « un système de boucs émissaires » et le fait que « des individus qui n’ont rien fait se retrouvent condamnés ». Il note que CheckNews, le service de fact-checking à l'origine du premier article sur cette affaire, a pour sa part reconnu « un emballement hallucinant sur ce sujet, et probablement des articles derrière critiquables » en ce qui concerne les accusations de « cyberharcèlement », précisant que « non, il ne s'agit pas de harcèlement moral ou sexuel. Il s'agit de critiques ou moqueries répétées ». Jean-Marc Manach concentre son enquête sur le cas de David Doucet : La fabrique d'un « bourreau » idéal.
Dans une forme de bilan du traitement médiatique de cette affaire, Marie Turcan de Numerama estime que « l’affaire a complètement débordé, notamment lorsqu’elle a commencé à être reprise par des médias, plus puissants, peut-être moins consciencieux, qui, à grand coup d’erreurs et de généralisations, ont contribué à créer une narration qui a débordé le cadre des faits ». Selon elle, la complexité de l'affaire a poussé les médias à faire des raccourcis, avec notamment le risque d'amplification de la responsabilité de certains membres de la Ligue du LOL. Elle estime cependant que « la phrase « les preuves manquent, les témoignages restent » apparue dans le premier article de CheckNews » n'est pas « un aveu d'échec » : premièrement, « parce que les preuves étaient bien là, et nous en avons retrouvé énormément », et deuxièmement « les témoignages, recoupés, nuancés, approfondis, sont des preuves, au même titre qu’une capture d’écran, vérifiée et remise dans son contexte ». Elle juge qu'« aujourd’hui, il serait dommageable que les questionnements nécessaires à la manière dont on pratique le journalisme éclipsent la souffrance et les faits, avérés, de harcèlement de certaines personnes par des membres de ce groupe » et que « le récit d’une hallucination collective est trop grossier pour être accepté tel quel ».

### Un phénomène loin d'être isolé

#### Au sein des rédactions web
Par ailleurs, des enquêtes de presse sont alors publiées, démontrant qu'un phénomène sexiste a été découvert au sein de Vice France en 2017 au sein d'un groupe privé nommé Les Darons et du HuffPost en 2018 dans un fil de discussions Radio Bière Foot, et qui présentent les mêmes caractéristiques : les femmes sont discriminées, l'ambiance est malsaine, voire violente. Certains hommes se regroupent sur des canaux de discussion Slack privés, où ils utilisent des expressions insultantes vis-à-vis des femmes et parfois des homosexuels, et se transmettent des informations confidentielles concernant des femmes. Dans les deux cas, des salariées découvrent le contenu de ces conversations par hasard, sur un écran laissé ouvert par l'utilisateur. Elles sont profondément choquées. Ces affaires débouchent sur deux licenciements à Vice France (Sébastien C. et Rodolphe B.) et trois au HuffPost,. L'affaire permet aussi de mettre en lumière d'autres groupes comme « Ultim-hate » alimenté par d'anciens élèves de l’École de journalisme de Grenoble,, ou des cas dans l'Éducation nationale.
Marie Maurisse du journal Le Temps souligne des problèmes similaires, quoique de moindre ampleur en Suisse, et le lancement d'une enquête de Tamedia via la plateforme mediatoo proposant de recueillir des témoignages anonymes.
Le 5 avril 2019, dans la lignée des révélations sur Vice et Le HuffPost, les journalistes David Perrotin et Paul Aveline révèlent l'existence d'un autre « boys club » au sein de la rédaction du site internet d'information de France Info. L'enquête journalistique fait notamment état du licenciement pour faute grave d'un journaliste, Nicolas E., accusé d'agressions sexuelles (il lui est reproché d’avoir embrassé de force une apprentie journaliste de la rédaction à la sortie d’un bar), ainsi que de la mise à pied du rédacteur en chef et de son adjoint. Une vingtaine de salariés et anciens de la rédaction sont interrogés par les journalistes de Libération entre le mois de février et d'avril 2019, dans la lignée des révélations sur la Ligue du LOL, permettant de faire état d'un groupe « dont certains ont dénigré et harcelé des femmes sur les réseaux sociaux ». Selon Libération, une enquête interne menée par Célia Mériguet au cours des semaines suivant directement les révélations de la Ligue du LOL, aurait permis d'exhumer la répétition de ces comportements au sein de la rédaction, visant spécifiquement les femmes, souvent dans des situations de contrats précaires et temporaires au sein de la rédaction, débutantes ou en formation. Deux des personnes visées et accusées par ces femmes, Thibaud V. et Bastien H., étaient par ailleurs des cadres, proches collaborateurs de Célia Mériguet, les plaignants faisant état des difficultés à dénoncer ces faits : « ce sont des gens qui comptent dans le métier : ils sont chefs, résume un journaliste. On ne peut pas les attaquer aussi facilement, encore moins lorsqu’on est stagiaire ou apprenti ». Les modes opératoires de ce petit groupe reposaient sur la quête d'informations privées sur les apprenties et stagiaires, via les réseaux sociaux, afin de les affubler dans un premier temps de surnoms collectifs, tel « petites meufs », devenant progressivement systématiques : « cela désigne toutes les stagiaires ou apprenties qui passent par la rédaction et qui sont jugées "draguables" ». Slack est ici aussi utilisé comme une plateforme de communication entre membres de ce club, qui y échangent et envoient des GIFs à caractère pornographique à leurs victimes. Outre le sexisme, le racisme latent des trois principaux journalistes accusés est aussi dénoncé par certaines anciennes stagiaires, ces dernières étant affublées de surnoms géographiques en fonction de leurs origines présumées (Pointe-à-Pitre, Pyongyang).

#### Dans les écoles de journalisme
L'affaire fait également rebondir des accusations de 2017 contre Hugo Clément et Martin Weill, également issus de l'ESJ Lille. La journaliste Nassira El Moaddem les accusait de harcèlement et de canulars téléphoniques. L'ex duo de Quotidien aurait surnommé la journaliste « la zoubida ». La journaliste diffuse une version plus longue de son témoignage, obligeant le directeur de l'école à s'expliquer.

### Réactions politiques
Plusieurs figures politiques, notamment Mounir Mahjoubi et Marlène Schiappa, réagissent à l'affaire, qui suit de quelques jours le procès intenté en diffamation par Denis Baupin et ayant mis en lumière le sexisme qui traverse le milieu politique. La secrétaire d'État chargée de l'Égalité entre les femmes et les hommes et de la Lutte contre les discriminations déclare apporter son « soutien » et sa « solidarité » aux victimes et propose d'allonger le délai de prescription en matière de cyberharcèlement,.
Mounir Mahjoubi participe le 15 février 2019 à une édition spéciale de l'émission Je t'aime, etc. animée par Daphné Bürki, à laquelle Vincent Glad, convié également, refuse de participer. Daphné Burki révèle au cours de l'émission avoir également été harcelée et reçu des menaces de mort en 2012 sans toutefois désigner dans quel contexte ni par qui. À l'époque, elle était une collègue de Vincent Glad et ce dernier avait encouragé la jeune journaliste à ne pas porter plainte, assurant qu'il était normal de croiser des trolls sur internet,.
L'affaire prolonge la question du pseudonymat et de l'anonymat sur Internet,,,,, bien que certains membres du groupe, notamment Vincent Glad ou Alexandre Hervaud, ont aussi procédé à des actes présumés sous leurs véritables identités.

### Autres conséquences
Selon L'Internaute, après l'éclatement de l'affaire, une traque des anciens membres de la Ligue du LOL est lancée : une liste de 33 noms est publiée sur la plateforme Pastebin ; sur le réseau social Twitter, ils sont « interpellés » et lorsqu'ils font du ménage sur leurs comptes, le nombre de messages qu'ils suppriment est décompté. France Info relaie le témoignage anonyme d'un ancien membre de la ligue qui affirme avoir reçu « une centaine » de messages de menaces en moins d'une semaine. Il ajoute qu'il n'avait pas eu connaissance de méfaits de la ligue quelques années plus tôt : pour lui, tout devait rester privé, dans le groupe Facebook. Et il déclare : « J'ai l'impression que ça vire au lynchage ». Selon L'Internaute, des « appels au calme » sont lancés pour éviter « qu'une meute laisse la place à une autre ». La journaliste Léa Lejeune, ancienne cible de la ligue, déclare qu'elle ne souhaite pas que les anciens membres soient « harcelés à leur tour comme ils le sont aujourd’hui. Quand on est passé par là, on n’a pas envie de le souhaiter aux autres ».
Jean-Marc Manach, journaliste expert des questions de surveillance et de vie privée sur Internet, déplore que « depuis que la liste des membres de la Ligue du LOL a fuité, tous font l’objet de ce qui relève bel et bien de « (cyber)harcèlement », quand bien même aucune accusation circonstanciée n’ait été relevée à leurs sujets »,. Selon Mediapart, il y a « l’épineux problème de ceux qui ont été membres de la Ligue du LOL mais qui ne sont, pour l’heure, pas accusés de harcèlement à proprement parler ». Et Mediapart relaie la déclaration de l'ancien membre de la ligue Olivier Tesquet : « La liste de “membres présumés” partagée anonymement sur le site Pastebin a contribué à aplanir les responsabilités, laissant croire qu’un groupe Facebook était une société secrète à l’intérieur de laquelle chacun est comptable des actions de tous les autres ».

## Analyse

### Un «boys' club»fondé sur la cooptation sexiste?
Arièle Bonte, journaliste à RTL, fait le rapprochement avec la culture des « Boys' clubs » chez les anglo-saxons : « La Ligue du LOL est un cas d'école de ce que les Anglo-Saxons appellent un « Boys' Club », soit un groupe d'hommes qui oppriment les autres pour asseoir leur autorité et gravir les échelons en toute impunité ».
Selon Isabelle Collet, informaticienne et enseignante chercheuse à l'Université de Genève et spécialisée dans les questions de discrimination des femmes en science et en informatique, les « Boys' Clubs » sont, aux États-Unis, des fraternités « instituées, et reconnues comme étant nécessaires à la bonne tenue des études ». Ces fraternités fonctionnent par cooptation, ce qui fait un point commun avec la Ligue du LOL. Marlène Coulomb-Gully, professeure d'université spécialiste de la communication et des médias, affirme que le sexisme n'est pas l'apanage des « Boys' Clubs » : une enquête concernant l'humour dans les médias montre par exemple que dans les matinales radio, 71 % des chroniques présentent des ressorts sexistes, comme des stéréotypes attribués aux femmes : hystériques, sottes, sensibles, fragiles, émotives, etc.
En outre, selon Isabelle Collet, la Ligue du LOL n'est pas comparable à des groupes « masculinistes » qui théorisent leur haine des femmes, ou des groupes « suprémacistes blancs » qui théorisent leur haine du non-blanc : les membres de la Ligue du LOL sont des « machistes ordinaires qui n’ont probablement pas conscience de leur machisme », et qui trouvent « drôle de se moquer des faibles parce que c’est facile et que ça donne du pouvoir ». Pour cette universitaire, en ce qui concerne le cyberharcèlement de la Ligue du LOL, les membres n'avaient pas conscience, ou ne voulaient pas avoir conscience, de la nocivité de ce qu’ils faisaient, « parce que chacun fait, individuellement une toute petite chose mais s’ils sont dix à faire continuellement cette chose-là, ça devient monstrueux. » Le journaliste de 20 Minutes qui interviewe Isabelle Collet, conclut en écrivant : « En somme, c’est la cour d’école qui s’est transportée sur Twitter... Sauf qu’à la place d’ados de 14 ans, on trouve des journalistes de plus de 30 ans ». Selon Laurent Bègue, professeur de psychologie sociale, le web favorise les comportements violents car l'agresseur n'est pas « témoin visuel des réactions de souffrance de sa victime ». De plus, interrogé sur l'« effet de meute », Laurent Bègue répond que le fait d'être dans un groupe désinhibe à agresser autrui, et il estime que dans le cas de la Ligue du LOL, « chaque membre aura contribué, par son action ou son assentiment muet à certains moments, à renforcer la dynamique malveillante ».
Le Monde, reprenant une analyse d'Amnesty International, parle de Twitter comme du « terrain de jeu privilégié des harceleurs », citant notamment le GamerGate (durant lequel des femmes du secteur du jeux vidéo ont été harcelées), #UnBonJuif ou les attaques coordonnées émanant de forums du site jeuxvideo.com.
Selon Libération, la ligue est composée quasi exclusivement d'hommes hétérosexuels blancs, car l’« homme de banlieue » est jugé trop viril, donc en dehors des standards de la masculinité contemporaine, qui se caractérise par le contrôle de soi, et une hétérosexualité qui ne s'expose pas de façon trop voyante.

### Une stratégie d'exclusion professionnelle?
Pour Aude Lorriaux, porte-parole de Prenons la Une, une association pour défendre les journalistes harcelées, cette affaire révèle une logique de construction du sexisme qui cherche à exclure les femmes d'un champ professionnel, ici le journalisme. Les conséquences de ces harcèlements présumés sont nombreuses et touchent à plusieurs niveaux les plaignants : certaines des cibles n'ont pas pu supporter le harcèlement et se sont retirées des réseaux sociaux, alors qu'y être présentes faisait déjà partie du métier et constituait un réservoir d'opportunités professionnelles dont elles auraient été privées.
Selon Slate, les victimes de cyber-harcèlement subissent des atteintes physiques ou psychologiques : « maux de ventre, incapacité à dormir, tremblements, rythme cardiaque accéléré, épuisement, baisse du moral voire dépression, difficultés voire incapacité à travailler, peur d’ouvrir sa boîte mail, peur de consulter les réseaux sociaux, etc. ». Certaines cibles déclarent avoir connu une forte baisse de confiance en elles, développant des questionnements handicapants face à leurs capacités et leurs compétences professionnelles. Dans le même registre, mais du côté des harceleurs, Ingrid Riocreux soulève la question des aspects psychologiques individuels dans l’exercice de la domination : « Quand, en une phrase malveillante, on peut salir l’image de quelqu’un, sinon ruiner sa vie professionnelle ou familiale, comment ne pas prendre goût à cette puissance de destruction ? ».
Partageant ces analyses, 900 journalistes endossent une tribune appelant à élargir la réflexion, estimant que la Ligue du LOL n'est pas une exception, que l'affaire n'est que la partie la plus visible d'un « sexisme systémique » et d'« une domination masculine fondée sur la cooptation et l’entre-soi entre hommes, blancs et hétérosexuels » qui se retrouverait, selon eux, dans l'ensemble de la société française.
Pour l’anthropologue Mélanie Gourarier, citée par Libération, la Ligue du LOL est un cas d'école qui bat en brèche l'idée que Twitter serait un lieu sans hiérarchies : « c’est tout le contraire, les jeux de pouvoir y sont peut-être d’autant plus forts que tout est fait comme s'il n’y en avait pas ». Libération estime que derrière le « culte de la moquerie, une solidarité masculine s’organise », et que ceux qui en bénéficient en tirent des bénéfices sociaux et professionnels. D'après Mélanie Gourarier, « on interprète cette affaire comme une "anomalie" dans le parcours de ces jeunes journalistes et communicants », qui plaident eux-mêmes pour une erreur de jeunesse, mais pourtant, s'ils sont désormais dans les positions qu'ils occupent, c'est grâce à cette Ligue du LOL qu'ils ont utilisée comme un « mécanisme d'exclusion ».

### Twitter, un Far West?
Pour Élisabeth Lévy, à la fin des années 2000, « la twittosphère des débuts, entre 2009 et 2014 environ, tient à la fois de la cour d’école maternelle et du Far West. Beaucoup s’insultent, tout le monde se bagarre (on dit « se clasher ») et cela ne semble choquer personne. Et comme dans toute cour de récré, il y a des reines du bal, qui sont plutôt des rois, et des souffre-douleur. Tous les coups sont permis, de la blague de potache à l’agression en bande organisée. Ce n’est pas une excuse, dira-t-on. Un peu tout de même, dès lors que certaines des harcelées étaient aussi des harceleuses. Les échanges entre Capucine Piot, alors blogueuse mode, et la militante Daria Marx sont assez éclairants ». Marianne estime aussi de son côté qu'« il y a indéniablement eu des victimes, des coupables et des comportements inacceptables parmi les membres de la Ligue du LOL. Mais la parole des harcelées peut-elle être contestée ou est-elle sacrée ? Car certaines des victimes de la LDL ont été accusées d’avoir harcelé elles aussi. Daria Marx ou Nora Bouazzouni n’étaient pas les dernières à titiller leurs camarades ».
Pour Nicolas Vanderbiest, du Reputatio lab, l'évolution de Twitter n'a pas été assez analysée dans cette affaire médiatique. « Il faut aussi prendre en compte un certain décalage de génération, explique ainsi ce spécialiste des réseaux sociaux. Ceux qui sont sur Twitter depuis peu de temps (moins de trois ou quatre ans) ont découvert des tweets sans contexte écrits au début des années 2010, sans vraiment connaître l’ambiance de clash qui y régnait à l’époque. Avec la constitution de cette liste, le groupe de La Ligue du LOL a alors été perçu comme une sorte de secte satanique uniquement masculine et sexiste qui agressait les femmes. La vérité est, comme souvent, plus nuancée ».

### Autres facteurs explicatifs: humour outrancier et dissonance cognitive
Selon Slate, la présence de l'acronyme « LOL » dans le nom de ce groupe en dit long, et dans les excuses présentées, certains membres citent l'humour : « c’était pour rire ». Pour Libération, les membres de la ligue sont des « faux apôtres du cool revendiqué » et ont fait une compétition interne pour être celui qui produirait la « meilleure vanne », « le plus cynique, le plus corrosif » dictant la norme. D'après Benjamin Taupin, chercheur, le « maniement de l’humour sexiste » fait partie des « aptitudes spécifiques » qui permettent d'avoir du pouvoir et occuper une place de dominant. L'universitaire Martine Delvaux affirme que les femmes harcelées ont eu peur à un moment ou un autre : « Les menaces en ligne peuvent se transformer en agressions physiques : c'est impossible de distinguer entre de vraies menaces et des formes innocentes d'humour. C'est ce qu'on appelle le continuum de la violence ». BFM TV explique que « tout trait d'humour n'est pas harcèlement, même si certains traits ne sont pas compris/appréciés », mais que l'humour devient harcèlement lorsqu'il entraîne chez la personne visée « une dégradation des conditions de vie se traduisant par une altération de sa santé physique ou mentale » comme le dit la loi sur le harcèlement.
Benjamin Taupin, maître de conférences au Conservatoire national des arts et métiers et chercheur au LIRSA, relève que les entreprises au sein desquelles les principaux membres de la Ligue exercent leurs activités professionnelles présenteraient de fortes similitudes organisationnelles (hiérarchie et canaux de communication plus informels, structures organiques, autorité décentralisée, peu de niveaux hiérarchiques, coordination par ajustement mutuel, ambiance qualifiée de plus « cool »). Au-delà du paradoxe entre ce type d’organisation et les procédés dominateurs dont les membres de la Ligue auraient fait usage dans un contexte professionnel, Benjamin Taupin soulève que : « Ces éléments conduisent à questionner l’idée, souvent admise à tort, selon laquelle la suppression des rapports hiérarchiques permettrait la remise en cause des processus de domination ».
De son côté, Causeur évoque le côté paradoxalement moralisateur de plusieurs membres, qui se prolongerait jusque dans leurs excuses, citant notamment Olivier Tesquet affirmant que « ce sont les femmes et les racisés qui en font les frais. Chaque homme devrait se saisir de ce moment pour y réfléchir. ». Il est à noter cependant la profonde différence de contexte entre l'époque même où ces harcèlements ont culminé et celle de leur révélation, postérieure à de vastes campagnes médiatiques de sensibilisation concernant le harcèlement sexuel et sexiste et le féminisme, comme #MeToo ou #BalanceTonPorc ayant partiellement contribué à faire évoluer les comportements sur les réseaux sociaux,. Aurélien Breeden parle d'ailleurs d'une libération récente de la parole, notamment en France où les deux mouvements avaient rencontré des résistances et « avai[en]t été accueilli[s] avec scepticisme ». Une des plaignantes, Léa Lejeune, dans une interview donnée au New York Times, insiste sur la dimension de contexte ayant mené à cette révélation, affirmant que #MeToo a causé de profonds changements : « It’s similar to #MeToo, in the sense that victims speaking out are finally being heard ».
L'enseignante et essayiste Ingrid Riocreux note que les journalistes incriminés n’exercent pas à Minute, au Figaro ou à Famille chrétienne, mais uniquement dans ce qu'elle appelle le « camp progressiste », et que leurs agissements ont été contraires aux principes qu'ils revendiquent.
Stéphane Benoit-Godet, rédacteur en chef du Temps (Genève, Suisse) reprend à son tour l'idée d'un paradoxe entre axiologie politique des médias et des milieux dans lesquels les journalistes incriminés évoluaient : « [ils] ne travaillaient pas pour la presse d’extrême droite mais pour des titres considérés comme étant à gauche et branchés. » et les propos et comportements critiqués, loin des valeurs prônées par les courants politiques ayant leur sympathie, réelle ou supposée. De la même façon, Paris Match met en avant un article dans lequel Vincent Glad donnait des conseils contre le harcèlement en ligne. De son côté, Alexandre Hervaud avait déjà écrit contre les propos de Mehdi Meklat et ses « tweets haineux » ou sur les anciens tweets déplacés de James Gunn. Guilhem Malissen de son côté avait participé à plusieurs soirées de Prenons la une, association féministe pour la visibilité des femmes dans les médias, où étaient présentes plusieurs plaignants.
La jalousie pourrait aussi être la cause de certains harcèlements,.

### Un club non réductible au harcèlement
Jean-Marc Manach, estime sur Arrêt sur images qu'il existait certainement des harceleurs au sein de la Ligue du LOL. Mais, selon lui, après l'éclatement de l'affaire, la trentaine de membres connus de la ligue ont été « tous qualifiés de harceleurs », même si pour la plupart d'entre eux il n'existe aucun témoignage montrant qu'ils l'auraient été. Jean-Marc Manach affirme qu'être associé à la Ligue du LOL fait que « vous êtes l'incarnation du mal », alors que, selon lui, cette ligue ne peut être « réduit[e] à du harcèlement ». Jean-Marc Manach déplore aussi la façon dont les journalistes ont couvert l'affaire de la Ligue du LOL. Notamment, il note qu'aucun journaliste ayant enquêté sur David Doucet n'a mentionné le contexte dans lequel il avait fait son canular à Florence Porcel. David Doucet avait fait ce canular après avoir été invité dans une émission en tant que « gentil troll » et Florence Porcel faisait partie de l'équipe réalisatrice de cette émission. Florence Porcel estime que David Doucet n'a pas participé au harcèlement qui a précédé son canular,.
Pour le journaliste Rafik Djoumi, aucun des membres n'a adhéré à la Ligue du LOL « dans le but de faire du harcèlement », mais un « mécanisme » s'est mis en place où les membres se sont « encouragés les uns les autres à s'en prendre à des cibles données », avec finalement une grande violence ressentie par les cibles concernées, même si cela n'était pas le « but de l'opération »[réf. souhaitée].

### Un emballement médiatique
Dans un entretien au Figaro, Elisabeth Levy estime que cette affaire est « une faillite de la profession journalistique, qui a avalé et propagé un énorme bobard (...) Personne, dans les milliers d’articles et reportages consacrés à l’affaire, n’a pu produire un seul des messages échangés au sein de ce groupe. Mais la rumeur médiatique a décidé qu’ils étaient des monstres (....) Rares sont ceux qui ne sont pas tombés dans le panneau. Mais toute défense était inaudible. Aujourd’hui, beaucoup de journalistes admettent s’être un peu emballés. On attend qu’ils en informent leur public ». Dans un article paru sur Atlantico, le politologue Gaël Brustier estime lui aussi qu'il s'agit aussi d'un « emballement médiatique sur lequel beaucoup de journalistes s’accordent désormais ». Pour Brustier, ce lynchage médiatique s'explique par la « puissance destructrice des réseaux sociaux et la veulerie des petites élites médiatiques ».
D'après le site Arrêt sur images, « dans l'emballement des révélations sur la fameuse Ligue, certains médias lui attribuent des faits de harcèlement antérieurs, pour lesquels elle n'est pour rien ». Le 19 février 2019, le site donne pour exemple l'interview de deux blogueuses de mode cyber-harcelées où le journal Le Monde amalgame certains membres de la ligue du LOL ayant harcelé les deux femmes à un blogueur sarcastique , qui en 2008 avait écrit un article caricatural sur l'une des blogueuses.
Interrogé par Marianne sur l'affaire de la Ligue du LOL, le sociologue Gérald Bronner revient sur les mécanismes cognitifs qui ont rendu cet emballement médiatique possible. « Chez certains journalistes qui ont enquêté comme chez nous, lecteurs, la chute de ces journalistes de gauche, employés par des médias donneurs de leçons, ou de "mâles blancs de plus de 50 ans", nous a réjouis et a actionné nos biais de confirmation : nous avions envie d’y croire. L’histoire était trop belle, pleine de stéréotypes. Or la question qu’on doit se poser avant de se forger une opinion rationnelle est "Que crois-je savoir a priori ?". Nos lectures et enquêtes ne doivent pas seulement valider ce que nous pensions déjà savoir. Notre bonne foi se mesure donc au temps passé à lire des informations qui viennent contredire nos a priori », analyse-t-il ainsi.
Pour le site l'ADN, l'affaire de la Ligue du LOL relève de l'emballement médiatique avec le même format d'enquête reposant sur du témoignage et des tweets. « En tenant un rôle de juge et parti, les médias ont sans doute voulu régler « leur MeToo » à travers des articles réalisés sans beaucoup de recul. La course à l’info qui a remplacé le processus de vérification, les réseaux sociaux qui font office de sources fiables et l’opinion publique qui attendait les articles au tournant ont sans doute contribué à mettre en lumière les limites de cet exercice », conclut ainsi le site spécialisé dans le numérique.
En 2021, revenant sur l'affaire, Marianne parle de « raté médiatique qui embarrasse la profession » et de « faillite déontologique que la presse française préférerait oublier ».
Le 4 décembre 2021, Arrêt sur images publie une autocritique de son propre traitement de l’affaire. Le journaliste et médiateur Loris Guémart y écrit, d'une façon générale : « Deux ans et demi après l'article de CheckNews, on peut affirmer sans se tromper que le torrent médiatique était disproportionné. Les enquêtes ont porté un préjudice parfois grave et pas forcément justifié à une partie de celles et ceux qui furent rattachés au groupe Facebook. » Une journaliste de la rédaction, qui officiait à l’époque, déclare à propos de l'un de ses articles que « s’il y a eu un emballement, on est tombés dedans » et regrette « d’avoir pris pour argent comptant l’ensemble des témoignages à charge de militantes et journalistes féministes diffusés sur les réseaux sociaux ». Le site décide de faire précéder tous les articles antérieurs évoquant l’affaire d’un encadré sous forme de mise en garde : « Ce texte fait partie du dossier "Ligue du LOL". Il est susceptible, à ce titre, de contenir des approximations et des erreurs. » et renvoie au billet pour la liste de ces erreurs.

### Une instrumentalisation militante?
Pour Valeurs actuelles, l'affaire a été exploitée par l'association féministe Prenons la une afin de « prendre davantage de pouvoir au sein des rédactions ». Selon le magazine, l'association qui imite la ligue du LOL avec ces méthodes a ensuite proposé la « candidature symbolique de 30 de ses adhérentes aux postes laissés vacants par la Ligue du LOL ». Deux d'entre elles ont été embauchées comme rédactrices en chef du site des Inrockuptibles et de 20 minutes. L'hebdomadaire classé à l'extrême droite dénonce un « putsch médiatique ». Interrogée dans Marianne, Léa Lejeune, présidente de l'association Prenons la une, estime que « l'opération a été mal comprise ». Marianne rétorque le contraire et s'interroge : « Pas tant que ça : des femmes ont remplacé les parias aux Inrocks, ainsi que dans une bonne partie des rédactions concernées. Était-ce le but de la manœuvre ? ». Titiou Lecoq répond dans Slate à l'article de Valeurs actuelles. Elle remet en cause notamment le concept de « putsch médiatique », déclarant que ce dernier se résume à deux embauches. Elle estime également que l'impression d'ensemble de l'article est fausse, occultant « totalement le fait que le journalisme reste un milieu dominé par les hommes, où les femmes ont des postes moins importants, plus précaires et moins bien rémunérés ».

## Témoignages et réponses des membres de la Ligue
Dès la révélation de l'affaire, un certain nombre d'acteurs présumés de la Ligue pointés du doigts formulent des excuses publiques par le biais de diverses publications sur les réseaux sociaux. Certains membres acceptent de répondre aux demandes d'interviews, d'autres non. Selon BFM TV, certains membres cités par les plaignants affirment ne pas avoir participé aux « lynchages collectifs », et ne pas avoir su jusqu'où certains membres étaient allés avant que les plaignants ne témoignent lors de la révélation de l'affaire en février 2019. D'après L'Express, d'autres membres se désignent comme des « témoins passifs » des actes décrits par les plaignants mais affirment ne pas avoir participé à du cyber-harcèlement ; d'autres reconnaissent avoir réalisé des canulars plus ou moins élaborés. Selon une enquête de Numerama, il existe un point commun entre les excuses présentées par les membres aux plaignants : les membres affirment majoritairement n'être « pas restés longtemps » dans la Ligue du LOL et parlent de « certains membres toxiques », sans désigner personne comme étant le membre le plus actif ou « toxique ». D'après Le Parisien, la plupart des membres de la ligue ayant présenté des excuses mettent en avant leur « silence coupable », plutôt que leurs propres agissements. À ce propos, Le Parisien cite Vincent Glad : « J’ai laissé faire les membres les plus radicaux qui dépassaient très clairement l’humour pour verser dans le harcèlement ». Et le journal signale que le seul membre qui assume sa responsabilité pénale est Renaud Loubert-Aledo : « J’ai eu dix ans pour m’excuser, je ne l’ai pas fait, je suis prêt aujourd’hui, par conséquent, à accepter la force de loi ». D'après une enquête de France Info basée sur les témoignages de plaignants et d'anciens membres, la Ligue du LOL a été créée au départ « pour s'amuser », puis s'est transformée en une « machine à humilier », entre autres des personnes ayant un propos féministe.
Selon L'Express, « les membres du groupe se défendent », tant sur le mode de fonctionnement de la Ligue que sur le contenu idéologique sous-jacent à ses pratiques. Vincent Glad et Alexandre Hervaud affirment que la Ligue du LOL n'avait pas d'« obsession anti-féministe », ils se moquaient « de tout, et de tout le monde »,, voulant réfuter l'idée d'un tropisme misogyne, grossophobe ou homophobe dans leurs cibles et thèmes privilégiés. Ils expliquent également que c'était une époque où il était de « bon ton de faire de l'humour noir ».
Selon 7sur7 et Closer, certains membres se « désolidarisent » de comportements qu'ont pu avoir par le passé d'autres membres du groupe vis-à-vis des personnes qui ont témoigné d'un harcèlement,.

### Vincent Glad
Vincent Glad reconnaît que la Ligue du LOL était influente et que si les membres critiquaient quelqu'un, cela pouvait vraiment « prendre beaucoup d'ampleur ». Il estime donc légitime que certaines personnes se soient senties harcelées, mais soutient qu'il y aurait aussi une part de « fantasme » et que la ligue a été rendue « responsable de tous les malheurs d'internet ». Il déclare : « à l’époque, j’en prenais plein la gueule aussi. On se disait que c’était un grand jeu. [...] C’était du trolling, on trouvait ça cool. Aujourd’hui, on considérerait ça comme du harcèlement ». Il affirme que les membres de la ligue n'avaient pas conscience à cette époque, vers 2011-2012, de bloquer avec leurs blagues l'expression naissante d'une parole féministe qui leur paraissait alors ridicule : « Aujourd'hui, je suis horrifié de voir circuler un de mes tweets de 2013 où je plaisantais sur la culture du viol. J'ai honte ».
Le 23 février 2020, Vincent Glad, publie sur Médium un très long texte, qui, selon Claude Askolovitch « tient aussi bien du plaidoyer et de l'enquête » car Vincent Glad est connu pour être « l'un des meilleurs enquêteurs » concernant ce qui se passe sur internet. Pour Claude Askolovitch, Vincent Glad y raconte comment « de vieilles mauvaises blagues qui étaient l'habitude sur Twitter à ses balbutiements devinrent un scandale mondial ». Pour David Abiker, Glad revisite « un emballement médiatique et un lynchage numérique sous un autre jour ». Sur le plateau de Tonight Bruce Infos, le journaliste Benoît Gallerey de BFM TV estime que cet article réussit à convaincre sur le « naufrage médiatique qu'a été cette affaire ». Pour Stratégies, ce « point de vue éclairé et éclairant » permet de « mieux comprendre la complexité de cette affaire ».
Interrogé dans l'Instant M sur France Inter, Vincent Glad estime que « dans la grande ignorance — ou amnésie — de ce que fut le web de ces années-là, les journalistes ont tout mélangé et rien vérifié tandis que des employeurs ont licencié leurs collaborateurs sans motif réel ».

### Alexandre Hervaud
En 2009, Alexandre Hervaud déclarait à propos de Twitter : « il y a moins de langue de bois… et c’est plus facile de s’interpeller entre journaliste, de se dire des petites blagues, sur les travaux d’un tel ou d’un tel ». D'après le témoignage anonyme d'un membre de la ligue, la page Facebook privée de la Ligue du LOL servait par exemple à se donner des rendez-vous pour sortir le soir, ou bien à demander aux autres de venir « liker » ou commenter un article publié par un membre, mais parmi les liens partagés, certains articles étaient signalés avec l'objectif très clair de dénigrer leurs auteurs.
Alexandre Hervaud affirme qu'il n'y a pas eu de « plan com' coordonné » ou « d'échange d'éléments de langage » entre eux. Licencié par Libération le 4 mars 2019, alors qu'il a été mis à pied en attentant les résultats de l'enquête interne,, Hervaud dénonce le 4 mai 2019 via Twitter « une couverture médiatique aussi affligeante qu'à charge » de l'affaire, ses tweets étant repris dans un article de Florian Guadalupe sur PureMédias le 9 mai 2019. Selon lui, le groupe de la Ligue du LOL n'a pas été fondé pour harceler. Il affirme notamment que la fonctionnalité de créer des groupes dans Facebook n'a existé qu'à partir d'octobre 2010, alors que certains faits de harcèlement remontent à 2009, et que cette année 2009 a vu aussi la création de faux comptes Twitter « trollesques ». Il déclare : le groupe Ligue du LOL « n'a jamais harcelé personne. Une minorité de ses membres, sans doute, et ce déjà bien avant sa création ». Il affirme aussi avoir été licencié uniquement pour des raisons d'image, l'enquête interne n'ayant rien révélé selon lui au sujet d'actes de harcèlement de son fait.

### Stephen Des Aulnois
Stephen Des Aulnois se repent d'avoir fait un photo-montage pornographique en ajoutant la tête de la victime sur le corps d'une actrice de films pour adulte. Checknews lui demandant si ce type d'initiative était encouragé par la Ligue du LOL, il répond qu'il a agi seul, dans son coin, qu'il était venu « titiller de manière bête » une personne qui l'agaçait. Un membre de la ligue qui témoigne anonymement déclare cependant : « on se retrouvait autour de la moquerie de certaines personnes ». Il explique que les membres de la ligue pouvaient agir seuls, ou bien réagir à plusieurs « à la nouvelle publication d'une 'cible' habituelle ». Cependant, ce membre anonyme affirme qu'il n'existait aucune action coordonnée entre les quelque 30 membres du groupe.
Stephen Des Aulnois affirme qu'il n'agissait pas dans le but de faire du mal et que les membres de la Ligue du LOL ne se rendaient pas compte des conséquences. Slate estime que les membres de la ligue ont tenté de minimiser la gravité de leurs actes et qu'ils avaient conscience d'agir pour nuire. Ils présentent ainsi leurs comportements comme des « gamineries », mais Éric Debarbieux, sociologue spécialiste de la violence scolaire, déclare : « Cette ligne de défense de la ligue du LOL me frappe car elle est similaire à celle utilisée par des élèves. « On ne se rendait pas compte que c'était du harcèlement », disent les membres... Mais, passé 6-7 ans, cette excuse ne tient plus ! »,.